# PDC Turnierserie 2015
| PDC Turnierserie 2015                 |
| 18. Dezember 2014 – 29. November 2015 |

Dieser Artikel ist eine Sammlung aller Turniere, die die Professional Darts Corporation im Jahre 2015 veranstaltet hat. Jede Dartssaison beginnt mit der PDC World Darts Championship und endet mit den Players Championship Finals.

## Übersicht
| Hauptranglistenturniere - PDC World Darts Championship - UK Open - World Matchplay - World Grand Prix - European Darts Championship - Grand Slam of Darts - Players Championship Finals Flurturniere - 9 European Tour Events (ProTour) - 20 Players Championships Turniere (ProTour) - 6 UK Open Qualifikationsturniere (ProTour) - 16 Challenge Tour Events - 16 Youth Tour Events - 9 Scandinavian Tour Events - Australian Grand Prix Events - EADC Pro Tour Nicht-Ranglistenturniere - The Masters - Premier League Darts - World Cup of Darts - 5 World Series of Darts Turniere |

## Spieler
Um an allen ProTour-Turnieren teilnehmen zu dürfen, benötigt man eine Tour Card. Aus dem gewonnenen Preisgeld ergeben sich dann die Qualifikationen für die Majors und die Nicht-Ranglistenturniere. Davon ausgeschlossen sind die European Tour Events, für die sich auch Spieler ohne Tour Card qualifizieren können.

### Tour Cards
Automatisch eine Tour Card erhalten:
- (64) Die Top 64 Spieler aus der PDC Order of Merit nach der PDC World Darts Championship 2015.
- (34) Die 34 Qualifikanten von der Q-School (siehe unten).
- (26) Die 26 Qualifikanten von der Q-School 2014 Q-School, die sich nicht bereits über die Order of Merit qualifizieren konnten.
- (2) Die zwei Höchstplatzierten aus der Challenge Tour 2014. (Mark Frost sowie Alan Tabern)
- (2) Die zwei Höchstplatzierten aus der Youth Tour 2014. (Dimitri Van den Bergh sowie Josh Payne)

### Q School
Bei den Qualifikationsturnieren der Q-School können noch Nicht-Profis die Tour Card für zwei Jahre gewinnen. Die Sieger sind dann automatisch spielberechtigt für alle Players Championships und UK Open Qualifiers. Dieses Jahr finden sie in Wigan vom 14. Januar zum 17. Januar statt.
| Datum              | Qualifikanten                                              | Q     |
| ------------------ | ---------------------------------------------------------- | ----- |
| Tag 1 – 14. Januar | Nigel Heydon, Alan Norris, Jeffrey de Zwaan, Mike Zuydwijk | [ 1 ] |
| Tag 2 – 15. Januar | Matthew Edgar, Andy Jenkins, Jason Lovett, Devon Peterson  | [ 2 ] |
| Tag 3 – 16. Januar | Steve Douglas, Steve West, James Wilson, Jason Wilson      | [ 3 ] |
| Tag 4 – 17. Januar | Nathan Derry, Jamie Robinson, Jonny Clayton, Magnus Caris  | [ 4 ] |

Um die Anzahl von 128 Tour Card-Inhabern zu vervollständigen, haben sich folgende Spieler aus der Q-School Rangliste eine Tour Card sichern können:
1. Andy Boulton
2. Ken MacNeil
3. Jermaine Wattimena
4. Nathan Aspinall
5. Prakash Jiwa
6. Chris Dobey
7. Steve McNally
8. Haruki Muramatsu
9. Lee Palfreyman
10. Tony Richardson
11. Stephen Willard
12. Darren Johnson
13. Robbie Green
14. Jim Walker
15. William O’Conner
16. Johnny Haines
17. Curtis Hammond
18. Paul Milford

## Preisgeldtabelle
Die Tabelle zeigt an, wie das jeweilige Preisgeld in den verschiedenen Ranglistenturnieren verteilt wird:
| Turnier\Runde→               | R96 | R72   | R64   | R48   | R32    | R16    | VF     | SF     | F       | S       |
| ---------------------------- | --- | ----- | ----- | ----- | ------ | ------ | ------ | ------ | ------- | ------- |
| PDC World Darts Championship | -   | 3.500 | 8.000 | -     | 12.000 | 18.000 | 35.000 | 60.000 | 120.000 | 250.000 |
| World Matchplay              | -   | -     | -     | -     | 6.000  | 10.000 | 17.500 | 27.000 | 50.000  | 100.000 |
| World Grand Prix             | -   | -     | -     | -     | 5.000  | 8.500  | 15.000 | 23.500 | 45.000  | 100.000 |
| Players Championship Finals  | -   | -     | -     | -     | 4.000  | 7.000  | 11.500 | 17.000 | 35.000  | 65.000  |
| European Darts Championship  | -   | -     | -     | -     | 4.000  | 7.000  | 11.500 | 17.000 | 35.000  | 65.000  |
| UK Open                      | 0   | 0     | 1.500 | -     | 3.000  | 5.000  | 10.000 | 17.000 | 30.000  | 60.000  |
| European Tour Events         | -   | -     | -     | 1.000 | 1.500  | 2.000  | 3.500  | 5.000  | 10.000  | 25.000  |
| Players Championships        | -   | 0     | 250   | -     | 750    | 1.500  | 2.000  | 2.500  | 5.000   | 10.000  |
| UK Open Qualifiers           | -   | 0     | 250   | -     | 500    | 1.000  | 1.500  | 2.500  | 5.000   | 10.000  |

## Kalender
| Ranglistenturnier (Major)                                                   |
| Ranglistenturnier innerhalb der ProTour (ET=European Tour)                  |
| Nicht-Ranglistenturnier                                                     |
| Nicht-Ranglistenturnier (mit Wildcardvergabe) (WSoD= World Series of Darts) |

### Januar
| Datum                   |  | Turnier                                                                | Sieger                  | Finalist              | Halbfinalisten                           | Viertelfinalisten                                                  |
| ----------------------- |  | ---------------------------------------------------------------------- | ----------------------- | --------------------- | ---------------------------------------- | ------------------------------------------------------------------ |
| 18.12.2014 – 04.01.2015 |  | PDC World Darts Championship 2015 Alexandra Palace, London 1.250.000 £ | Gary Anderson 7-6       | Phil Taylor           | Raymond van Barneveld Michael van Gerwen | Robert Thornton Peter Wright Stephen Bunting Vincent van der Voort |
| 31.01.–01.02.           |  | The Masters ArenaMK, Milton Keynes 200.000 £                           | Michael van Gerwen 11-6 | Raymond van Barneveld | Adrian Lewis Gary Anderson               | Dave Chisnall Terry Jenkins Peter Wright James Wade                |

### Februar
| Datum         |    | Turnier                                                  | Sieger                 | Finalist              | Halbfinalisten                     | Viertelfinalisten                                                |
| ------------- | -- | -------------------------------------------------------- | ---------------------- | --------------------- | ---------------------------------- | ---------------------------------------------------------------- |
| 06.02.        |    | UK Open Qualifier 1 Robin Park Arena, Wigan 50.000 £     | Adrian Lewis 6-1       | Michael van Gerwen    | Brendan Dolan Mark Webster         | Justin Pipe Mensur Suljović Max Hopp Vincent van der Voort       |
| 07.02.        |    | UK Open Qualifier 2 Robin Park Arena, Wigan 50.000 £     | Michael van Gerwen 6-1 | Vincent van der Voort | Michael Smith Brendan Dolan        | Adrian Lewis Ricky Evans Andy Hamilton Jelle Klaasen             |
| 08.02.        |    | UK Open Qualifier 3 Robin Park Arena, Wigan 50.000 £     | Michael van Gerwen 6-1 | James Wade            | Robert Thornton Adrian Lewis       | Vincent van der Voort Peter Wright Dave Chisnall Matthew Edgar   |
| 13.02.–15.02. | ET | German Darts Championships Halle39, Hildesheim 115.000 £ | Michael van Gerwen 6-2 | Gary Anderson         | Mensur Suljović Adrian Lewis       | Joe Murnan Justin Pipe Robert Thornton Vincent van der Voort     |
| 20.02.        |    | UK Open Qualifier 4 Robin Park Arena, Wigan 50.000 £     | Michael van Gerwen 6-5 | Jelle Klaasen         | Andrew Gilding Phil Taylor         | Michael Smith Jamie Caven Adrian Lewis Gary Anderson             |
| 21.02.        |    | UK Open Qualifier 5 Robin Park Arena, Wigan 50.000 £     | Michael Smith 6-5      | Adrian Lewis          | Daryl Gurney Eddie Dootson         | Vincent van der Voort Kim Huybrechts Dave Chisnall Terry Jenkins |
| 22.02.        |    | UK Open Qualifier 6 Robin Park Arena, Wigan 50.000 £     | Phil Taylor 6-2        | Ian White             | Adrian Lewis Raymond van Barneveld | Alan Norris Mervyn King Jamie Caven Justin Pipe                  |

### März
| Datum         |    | Turnier                                                      | Sieger                  | Finalist      | Halbfinalisten                 | Viertelfinalisten                                                 |
| ------------- | -- | ------------------------------------------------------------ | ----------------------- | ------------- | ------------------------------ | ----------------------------------------------------------------- |
| 06.03.–08.03. |    | UK Open Butlin’s, Minehead 300.000 £                         | Michael van Gerwen 11-5 | Peter Wright  | Andrew Gilding Stephen Bunting | Devon Petersen Phil Taylor Mensur Suljović Mervyn King            |
| 14.03.        |    | Players Championship 1 Metrodome, Barnsley 60.000 £          | Gary Anderson 6-5       | James Wade    | Dave Chisnall Ian White        | Adrian Lewis Magnus Caris Joe Cullen Kevin Painter                |
| 15.03.        |    | Players Championship 2 Metrodome, Barnsley 60.000 £          | James Wade 6-5          | Peter Wright  | Michael Smith Andrew Gilding   | Gerwyn Price Robert Thornton Raymond van Barneveld Christian Kist |
| 20.03.–22.03. | ET | Gibraltar Darts Trophy Victoria Stadium, Gibraltar 115.000 £ | Michael van Gerwen 6-3  | Terry Jenkins | Jamie Lewis James Wade         | Jelle Klaasen Mervyn King Gerwyn Price Kim Huybrechts             |

### April
| Datum         | Art | Turnier                                                        | Sieger                 | Finalist        | Halbfinalisten              | Viertelfinalisten                                         |
| ------------- | --- | -------------------------------------------------------------- | ---------------------- | --------------- | --------------------------- | --------------------------------------------------------- |
| 04.04.–06.04. | ET  | German Darts Masters BallhausForum, Unterschleißheim 115.000 £ | Michael van Gerwen 6-5 | John Henderson  | Peter Wright Adrian Lewis   | William O’Connor Brendan Dolan Robert Thornton James Wade |
| 10.04.        |     | Players Championship 3 Metrodome, Barnsley 60.000 £            | Adrian Lewis 6-3       | Robert Thornton | Dave Chisnall Kyle Anderson | Michael Smith Gerwyn Price Mensur Suljović Simon Whitlock |
| 11.04.        |     | Players Championship 4 Metrodome, Barnsley 60.000 £            | Michael van Gerwen 6-1 | Adrian Lewis    | Peter Wright Gary Anderson  | Kevin Thomas Jeffrey de Zwaan Benito van de Pas Max Hopp  |
| 12.04.        |     | Players Championship 5 Metrodome, Barnsley 60.000 £            | Adrian Lewis 6-5       | Brendan Dolan   | Keegan Brown Simon Whitlock | Robert Thornton Gary Anderson Ricky Evans Jamie Lewis     |

### Mai
| Datum         |      | Turnier                                                          | Sieger                  | Finalist           | Halbfinalisten                      | Viertelfinalisten                                                                                       |
| ------------- | ---- | ---------------------------------------------------------------- | ----------------------- | ------------------ | ----------------------------------- | --- |
| 01.05.        |      | Players Championship 6 Ricoh Arena, Coventry 60.000 £            | Michael van Gerwen 6-5  | James Wade         | Benito van de Pas Ian White         | Devon Petersen Brendan Dolan Jonny Clayton Andy Boulton                                                 |
| 02.05.        |      | Players Championship 7 Ricoh Arena, Coventry 60.000 £            | Peter Wright 6-5        | James Wade         | Christian Kist Terry Jenkins        | Jamie Lewis Darren Webster Michael van Gerwen Ian White                                                 |
| 03.05.        |      | Players Championship 8 Ricoh Arena, Coventry 60.000 £            | Keegan Brown 6-3        | Adrian Lewis       | John Henderson Gerwyn Price         | Peter Wright Mensur Suljović Dave Chisnall James Wade                                                   |
| 16.05.        |      | Players Championship 9 K2 Centre, Crawley 60.000 £               | Phil Taylor 6-4         | Gary Anderson      | James Wade Michael van Gerwen       | Gerwyn Price James Wilson Mervyn King Vincent van der Voort                                             |
| 17.05.        |      | Players Championship 10 K2 Centre, Crawley 60.000 £              | Joe Murnan 6-4          | Dave Chisnall      | Daryl Gurney Michael van Gerwen     | Stephen Bunting Keegan Brown Brendan Dolan Andrew Gilding                                               |
| 05.02.–21.05. |      | Premier League Darts 2015 Finale: The O2 Arena, London 700.000 £ | Gary Anderson 11-7      | Michael van Gerwen | Dave Chisnall Raymond van Barneveld | 05. Phil Taylor 06. Adrian Lewis 07. James Wade 08. Stephen Bunting 09. Peter Wright 10. Kim Huybrechts |
| 23.05.        |      | Players Championship 11 Metrodome, Barnsley 60.000 £             | Dave Chisnall 6-1       | Ian White          | Nigel Heydon Jamie Lewis            | Ronnie Baxter Stephen Bunting Jelle Klaasen Mark Webster                                                |
| 24.05.        |      | Players Championship 12 Metrodome, Barnsley 60.000 £             | Peter Wright 6-1        | Jelle Klaasen      | Michael Smith Simon Whitlock        | Andy Jenkins Mervyn King Dirk van Duijvenbode Brendan Dolan                                             |
| 28.05.–29.05. | WSoD | Dubai Darts Masters Dubai Tennis Centre, Dubai 245.000 £         | Michael van Gerwen 11-8 | Phil Taylor        | Adrian Lewis Gary Anderson          | Raymond van Barneveld Peter Wright Stephen Bunting James Wade                                           |

### Juni
| Datum         |      | Turnier                                                       | Sieger                 | Finalist          | Halbfinalisten                   | Viertelfinalisten                                             |
| ------------- | ---- | ------------------------------------------------------------- | ---------------------- | ----------------- | -------------------------------- | ------------------------------------------------------------- |
| 05.06.–07.06. | ET   | Dutch Darts Masters Evenementenhal, Venray 115.000 £          | Michael van Gerwen 6-0 | Justin Pipe       | Terry Jenkins Jamie Caven        | Mervyn King Josh Payne Kyle Anderson Kim Huybrechts           |
| 11.06.–14.06. |      | World Cup of Darts Eissporthalle, Frankfurt am Main 250.000 £ | England 3:2            | Schottland        | Belgien Niederlande              | Deutschland Hongkong Australien Nordirland                    |
| 19.06.–21.06. | ET   | International Darts Open Sachsenarena, Riesa 115.000 £        | Michael Smith 6-3      | Benito van de Pas | Ian White Kim Huybrechts         | Terry Jenkins Justin Pipe Stephen Bunting Dave Chisnall       |
| 27.06.–28.06. | WSoD | Japan Darts Masters Osanbashi Hall, Yokohama TBD£             | Phil Taylor 8-7        | Peter Wright      | Gary Anderson Michael van Gerwen | Raymond van Barneveld Adrian Lewis James Wade Stephen Bunting |

### Juli
| Datum         | Art | Turnier                                                  | Sieger                   | Finalist       | Halbfinalisten                     | Viertelfinalisten                                              |
| ------------- | --- | -------------------------------------------------------- | ------------------------ | -------------- | ---------------------------------- | -------------------------------------------------------------- |
| 04.07.        |     | Players Championship 13 Robin Park Arena, Wigan 60.000 £ | James Wade 6-5           | Kim Huybrechts | Keegan Brown Andrew Gilding        | Ian White Kyle Anderson Jamie Robinson Mensur Suljović         |
| 05.07.        |     | Players Championship 14 Robin Park Arena, Wigan 60.000 £ | Jelle Klaasen 6-2        | Ian White      | Rowby-John Rodriguez Michael Smith | Daryl Gurney Peter Wright Mensur Suljović Dirk van Duijvenbode |
| 10.07.–12.07. | ET  | European Darts Open Maritim Hotel, Düsseldorf 115.000 £  | Robert Thornton 6-2      | Kim Huybrechts | James Wade Michael van Gerwen      | Jelle Klaasen Brendan Dolan Vincent van der Voort Alan Norris  |
| 18.07.–26.07. |     | World Matchplay Winter Gardens, Blackpool 450.000 £      | Michael van Gerwen 18-12 | James Wade     | Peter Wright Phil Taylor           | Ian White Mensur Suljović Gerwyn Price Dave Chisnall           |

### August
| Datum         | Art  | Turnier                                                     | Sieger             | Finalist              | Halbfinalisten                     | Viertelfinalisten                                             |
| ------------- | ---- | ----------------------------------------------------------- | ------------------ | --------------------- | ---------------------------------- | ------------------------------------------------------------- |
| 14.08.–16.08. | WSoD | Perth Darts Masters Challenge Stadium, Perth TBD£           | Phil Taylor 11-7   | James Wade            | Gary Anderson Michael van Gerwen   | Kyle Anderson Peter Wright Adrian Lewis Raymond van Barneveld |
| 20.08.–22.08. | WSoD | Sydney Darts Masters Qantas Credit Union Arena, Sydney TBD£ | Phil Taylor 11-3   | Adrian Lewis          | Peter Wright Raymond van Barneveld | Stephen Bunting Gary Anderson James Wade Michael van Gerwen   |
| 28.08.–30.08. | WSoD | Auckland Darts Masters Trusts Stadium, Auckland TBD£        | Adrian Lewis 11-10 | Raymond van Barneveld | Phil Taylor James Wade             | Gary Anderson Michael van Gerwen Simon Whitlock Peter Wright  |

### September
| Datum         |    | Turnier                                                        | Sieger                 | Finalist              | Halbfinalisten                   | Viertelfinalisten                                                      |
| ------------- | -- | -------------------------------------------------------------- | ---------------------- | --------------------- | -------------------------------- | ---------------------------------------------------------------------- |
| 11.09.–13.09. | ET | European Darts Trophy RWE Arena, Mülheim an der Ruhr 115.000 £ | Michael Smith 6-2      | Michael van Gerwen    | Ian White Peter Wright           | Mervyn King Dave Chisnall James Wade Terry Jenkins                     |
| 18.09.–20.09. | ET | Austrian Darts Open Olympiahalle, Innsbruck 115.000 £          | Michael van Gerwen 6-4 | Dave Chisnall         | Robert Thornton David Pallett    | Rowby-John Rodriguez Peter Wright Vincent van der Voort Kim Huybrechts |
| 26.09.        |    | Players Championship 15 Metrodome, Barnsley 60.000 £           | Terry Jenkins 6-4      | Peter Wright          | Kim Huybrechts Dave Chisnall     | Brendan Dolan Jelle Klaasen Devon Petersen Michael van Gerwen          |
| 27.09.        |    | Players Championship 16 Metrodome, Barnsley 60.000 £           | Jelle Klaasen 6-4      | Raymond van Barneveld | Simon Whitlock Benito van de Pas | Robbie Green Ronny Huybrechts Kim Huybrechts Ian White                 |

### Oktober
| Datum         | Art | Turnier                                                      | Sieger                   | Finalist           | Halbfinalisten                  | Viertelfinalisten                                          |
| ------------- | --- | ------------------------------------------------------------ | ------------------------ | ------------------ | ------------------------------- | ---------------------------------------------------------- |
| 02.10.        |     | Players Championship 17 Citywest Hotel, Dublin 60.000 £      | Ian White 6-5            | Dave Chisnall      | Mensur Suljović Phil Taylor     | Daryl Gurney Michael van Gerwen Josh Payne Stephen Bunting |
| 03.10.        |     | Players Championship 18 Citywest Hotel, Dublin 60.000 £      | Alan Norris 6-1          | Kim Huybrechts     | Gary Anderson Phil Taylor       | Darren Webster Andy Hamilton Ken MacNeil Stephen Bunting   |
| 04.10.–10.10. |     | World Grand Prix Citywest Hotel, Dublin 400.000 £            | Robert Thornton 5-4      | Michael van Gerwen | Mensur Suljović Mark Webster    | Ian White Jamie Lewis Vincent van der Voort Jelle Klaasen  |
| 16.10.–18.10. | ET  | European Darts Grand Prix Glaspalast, Sindelfingen 115.000 £ | Kim Huybrechts 6-5       | Peter Wright       | James Wade Mensur Suljović      | Michael Smith Ian White Jelle Klaasen Joe Cullen           |
| 24.10.        |     | Players Championship 19 Ricoh Arena, Coventry 60.000 £       | Peter Wright 6-5         | Benito van de Pas  | Mensur Suljović Stephen Bunting | Adrian Lewis Jamie Lewis Kevin Painter Joe Cullen          |
| 25.10.        |     | Players Championship 20 Ricoh Arena, Coventry 60.000 £       | Gary Anderson 6-2        | James Wade         | Dave Chisnall Jelle Klaasen     | Stephen Bunting Ian White Simon Whitlock Robbie Green      |
| 30.10.–01.11. |     | European Darts Championship Ethias Arena, Hasselt 300.000 £  | Michael van Gerwen 11-10 | Gary Anderson      | Peter Wright Adrian Lewis       | Dave Chisnall John Henderson Jelle Klaasen Phil Taylor     |

### November
| Datum         | Art | Turnier                                                                 | Sieger                   | Finalist     | Halbfinalisten                      | Viertelfinalisten                                              |
| ------------- | --- | ----------------------------------------------------------------------- | ------------------------ | ------------ | ----------------------------------- | -------------------------------------------------------------- |
| 07.11.–15.11. |     | Grand Slam of Darts Civic Hall, Wolverhampton 400.000 £                 | Michael van Gerwen 16-13 | Phil Taylor  | Michael Smith Raymond van Barneveld | Kim Huybrechts Adrian Lewis Mark Webster Robert Thornton       |
| 20.11.–22.11. |     | World Series of Darts Finals Braehead Arena, Glasgow 12 Punkte (Sieger) | Michael van Gerwen 11-10 | Peter Wright | Adrian Lewis Phil Taylor            | Terry Jenkins Raymond van Barneveld James Wade Stephen Bunting |
| 27.11.–29.11. |     | Players Championship Finals Butlin’s, Minehead 300.000 £                | Michael van Gerwen 11-6  | Adrian Lewis | Mensur Suljović Daryl Gurney        | Dave Chisnall Benito van de Pas Ian White Simon Whitlock       |

## Restliche Turniere

### Challenge Tour
An der PDC Unicorn Challenge Tour können alle PDPA-Spieler teilnehmen, die keine Tour Card bei der Qualifying School gewinnen konnten. Die beiden Besten der Turnierserie gewinnen für die nachfolgenden zwei Jahre eine Tour Card. Spieler auf Platz drei bis acht erhalten einen freien Platz in der 2016 Qualifying School. Ihr Preisgeld beträgt 10.000 Pfund, wobei 2.000 Pfund der Sieger erhält.
| Nr. | Datum    | Sieger               | Legs | Finalist             |        |
| --- | -------- | -------------------- | ---- | -------------------- | ------ |
| 1   | 21.03.15 | Kirk Shepherd        | 5–3  | Jack Twedell         |        |
| 2   | 21.03.15 | Colin Fowler         | 5–2  | Steve Maish          | [ 24 ] |
| 3   | 22.03.15 | Shaun Griffiths      | 5–1  | Scott Dale           |        |
| 4   | 22.03.15 | Richard Corner       | 5–1  | Ryan Searle          | [ 25 ] |
| 5   | 30.05.15 | Jan Dekker           | 5–0  | Kurt Parry           |        |
| 6   | 30.05.15 | Matt Clark           | 5–2  | Richard Corner       |        |
| 7   | 31.05.15 | Shaun Griffiths      | 5–2  | Ian Lever            |        |
| 8   | 31.05.15 | Joe Murnan           | 5–3  | Scott Dale           |        |
| 9   | 11.07.15 | Jan Dekker           | 5–1  | Dean Reynolds        |        |
| 10  | 11.07.15 | Joe Murnan           | 5–1  | Tony Randell         |        |
| 11  | 12.07.15 | Richard Corner       | 5–4  | Mike Norton          |        |
| 12  | 12.07.15 | Dean Reynolds        | 5–3  | Christopher Quantock |        |
| 13  | 19.09.15 | Christopher Quantock | 5–0  | Paul Rowley          |        |
| 14  | 19.09.15 | Peter Hudson         | 5–4  | Ryan Palmer          |        |
| 15  | 20.09.15 | Jan Dekker           | 5–2  | Jon Jukes            |        |
| 16  | 20.09.15 | Marton Lukeman       | 5–2  | Kirk Shepherd        |        |

### Development Tour
Die Development (vormals Youth Tour) ist offen für alle Spieler zwischen 16 und 23 Jahren. Ebenso wie bei der Challenge Tour erhalten die beiden Erstplatzierten eine Tour Card für die nächsten zwei Jahre. Einen freien Zugang zur Qualifying School im Jahre 2016 werden den Spieler auf den Plätzen drei bis acht gewährt. Das Preisgeld beträgt pro Turnier 10.000 £.
| Nr. | Datum    | Sieger                | Legs  | Finalist          |        |
| --- | -------- | --------------------- | ----- | ----------------- | ------ |
| 1   | 25.04.15 | Rowby-John Rodriguez  | 4 – 1 | Jamie Lewis       |        |
| 2   | 25.04.15 | Berry van Peer        | 4 – 0 | Scott Dale        | [ 27 ] |
| 3   | 26.04.15 | Aden Kirk             | 4 – 1 | Benito van de Pas |        |
| 4   | 26.04.15 | Berry van Peer        | 4 – 0 | Harry Ward        | [ 28 ] |
| 5   | 27.06.15 | Mike De Decker        | 4 – 3 | Benito van de Pas |        |
| 6   | 27.06.15 | Benito van de Pas     | 4 – 2 | Bradley Kirk      |        |
| 7   | 28.06.15 | Nathan Aspinall       | 4 – 2 | Benito van de Pas |        |
| 8   | 28.06.15 | Dimitri Van den Bergh | 4 – 2 | Rhys Griffin      |        |
| 9   | 12.09.15 | Jamie Lewis           | 4 – 2 | Bradley Kirk      |        |
| 10  | 12.09.15 | Dimitri Van den Bergh | 4 – 2 | Josh Payne        |        |
| 11  | 13.09.15 | Mike De Decker        | 4 – 2 | Nathan Aspinall   |        |
| 12  | 13.09.15 | Aaron Dyer            | 4 – 1 | Shaun Griffiths   |        |
| 13  | 17.10.15 | Bradley Kirk          | 4 – 2 | Nathan Aspinall   |        |
| 14  | 17.10.15 | Sven Groen            | 4 – 2 | Nick Kenny        |        |
| 15  | 18.10.15 | Dean Reynolds         | 4 – 2 | Mike De Decker    |        |
| 16  | 18.10.15 | Bradley Kirk          | 4 – 3 | Josh Payne        |        |

### Scandinavian Darts Corporation Pro Tour
Bei der diesjährigen Scandinavian Pro Tour werden 40.000 £ ausgeschüttet. Der Gewinner qualifiziert sich direkt für die 2016 PDC Darts-Weltmeisterschaft.
| Nr. | Datum    | Event                                   | Ort                                 | Sieger        | Legs | Finalist       |        |
| --- | -------- | --------------------------------------- | ----------------------------------- | ------------- | ---- | -------------- | ------ |
| 1   | 21.03.15 | Pro Tour Wochenende 1                   | Park Inn, Kopenhagen                | Kim Viljanen  | 6–4  | Steen Lysen    | [ 30 ] |
| 2   | 22.03.15 | Pro Tour Wochenende 1                   | Park Inn, Kopenhagen                | Kim Viljanen  | 6–3  | Dennis Nilsson | [ 31 ] |
| 3   | 23.05.15 | Pro Tour Wochenende 2                   | Schweden                            | Per Laursen   | 6–5  | Magnus Caris   | [ 32 ] |
| 4   | 24.05.15 | Pro Tour Wochenende 2                   | Schweden                            | Per Laursen   | 6–1  | Oskar Lukasiak | [ 33 ] |
| 5   | 01.08.15 | Pro Tour Wochenende 3                   | Omega Plaza Business Center, Moskau | Magnus Caris  | 6–3  | Per Laursen    | [ 34 ] |
| 6   | 02.08.15 | Pro Tour Wochenende 3                   | Omega Plaza Business Center, Moskau | Kim Viljanen  | 6–3  | Roman Obukhov  | [ 35 ] |
| 7   | 26.09.15 | Pro Tour Wochenende 4                   | Hotel Tallukka, Vaasky              | Ulf Ceder     | 6–4  | Hannu Suominen |        |
| 8   | 26.09.15 | Pro Tour Wochenende 4                   | Hotel Tallukka, Vaasky              | Marko Kantele | 6–5  | Magnus Caris   |        |
| 9   | 27.09.15 | SDC European Championship Qualifikation | Hotel Tallukka, Vaasky              | Magnus Caris  | 6–5  | Ulf Ceder      |        |

### Australian Grand Prix Pro Tour
Die beiden Erstplatzierten der Australian Pro Tour qualifizieren sich ebenfalls direkt für die 2016 PDC Darts-Weltmeisterschaft.
| Nr. | Datum    | Event                                        | Sieger         | Legs  | Finalist          |        |
| --- | -------- | -------------------------------------------- | -------------- | ----- | ----------------- | ------ |
| 1   | 13.02.15 | Mittagong Ettamogah Harrows 1                | John Weber     | 6 - 4 | Jeremy Fagg       |        |
| 2   | 14.02.15 | Mittagong Ettamogah Harrows 2                | Loz Ryder      | 6 - 5 | John Weber        |        |
| 3   | 15.02.15 | Mittagong Ettamogah Harrows 3                | Barry Gardner  | 6 - 5 | Dave Marland      | [ 36 ] |
| 4   | 06.03.15 | Dosh Balcatta AGP 1                          | Robbie King    | 6 - 1 | Wayne Clegg       |        |
| 5   | 07.03.15 | Dosh Balcatta AGP 2                          | Beau Anderson  | 6 - 4 | Shane Tichowitsch |        |
| 6   | 08.03.15 | Dosh Balcatta AGP 3                          | Jeremy Fagg    | 6 - 5 | Loz Ryder         |        |
| 7   | 28.03.15 | DPA Australian Matchplay 1                   | Rob Modra      | 6 - 1 | Loz Ryder         | [ 37 ] |
| 8   | 29.03.15 | DPA Australian Matchplay 2                   | David Platt    | 6 - 2 | Loz Ryder         |        |
| 9   | 10.04.15 | South Australian Open 1                      | Peter Machin   | 6 - 4 | Rob Modra         |        |
| 10  | 11.04.15 | South Australian Open 2                      | David Platt    | 6 - 0 | Raymond O’Donnell |        |
| 11  | 15.05.15 | Warilla Bowls Club Open 1                    | David Platt    | 6 - 0 | Loz Ryder         | [ 38 ] |
| 12  | 16.05.15 | Warilla Bowls Club Open 2                    | John Weber     | 6 - 5 | Rob Modra         | [ 39 ] |
| 13  | 28.05.15 | Queensland Open 1                            | Chris Morrison | 6 - 3 | Stuart Leach      | [ 40 ] |
| 14  | 29.05.15 | Queensland Open 2                            | Loz Ryder      | 6 - 3 | David Platt       | [ 41 ] |
| 15  | 30.05.15 | Queensland Open 3                            | David Platt    | 6 - ? | John Weber        | [ 42 ] |
| 16  | 19.06.15 | Victoria Open 1                              | David Platt    | 6 - 5 | Bill Aitken       | [ 43 ] |
| 17  | 20.06.15 | Victoria Open 2                              | Rob Modra      | 6 - 4 | John Weber        |        |
| 18  | 29.06.15 | Perth Masters Qualifier 1                    | Craig Caldwell | 7–4   | Rob Szabo         | [ 44 ] |
| 19  | 10.08.15 | Perth Masters Qualifier 2                    | Adam Rowe      | 5 - 0 | Graham Parker     |        |
| 20  | 11.08.15 | Perth Masters Qualifier 3                    | Kim Lewis      | 5 - 1 | Conan Ugle        |        |
| 21  | 29.06.15 | Sydney Masters Qualifier 1                   | Craig Caldwell | 7–4   | Cody Harris       | [ 45 ] |
| 22  | 16.08.15 | Russell Stewart Classic 1 (Sydney Qualifier) | Cody Harris    | 6 - 5 | Warren Parry      | [ 46 ] |
| 23  | 17.08.15 | Russell Stewart Classic 2 (Sydney Qualifier) | Clinton Bridge | 6 - 2 | John Weber        | [ 47 ] |
| 24  | 18.08.15 | Russell Stewart Classic 3 (Sydney Qualifier) | Warren Parry   | 6 - 4 | John Weber        | [ 48 ] |
| 25  | 24.08.15 | Auckland Masters Qualifier 1                 | Laurence Ryder | 6 - 3 | Craig Caldwell    |        |
| 26  | 25.08.15 | Auckland Masters Qualifier 2                 | Mark Cleaver   | 6 - 5 | Warren Parry      | [ 49 ] |
| 27  | 25.08.15 | Auckland Masters Qualifier 3                 | Rob Modra      | 6 - 5 | Craig Caldwell    | [ 50 ] |
| 28  | 26.08.15 | Auckland Masters Qualifier 4                 | Craig Caldwell | 6 - 4 | Deon Toki         | [ 51 ] |
| 29  | 06.11.15 | Harrows Australian GP 1                      | Bill Aitken    | 6 - 3 | Tyson Hoefel      |        |
| 30  | 07.11.15 | Harrows Australian GP 2                      | Cody Harris    | 6 - 4 | Adam Rowe         |        |
| 31  | 08.11.15 | Oceanic Masters                              | John Weber     | 6 - 3 | Cody Harris       |        |

### EADC Pro Tour
Die EADC Pro Tour ist eine Serie von Dartturnieren in Russland.
| Nr. | Datum    | Event           | Sieger             | Legs  | Finalist           |        |
| --- | -------- | --------------- | ------------------ | ----- | ------------------ | ------ |
| 1   | 21.02.15 | EADC Pro Tour 1 | Alexey Kadochnikov | 6 - 4 | Maksim Belov       |        |
| 2   | 22.02.15 | EADC Pro Tour 2 | Roman Obukhov      | 6 - 5 | Maksim Belov       | [ 52 ] |
| 3   | 28.03.15 | EADC Pro Tour 3 | Roman Obukhov      | 6 - 3 | Alexander Oreshkin |        |
| 4   | 29.03.15 | EADC Pro Tour 4 | Roman Obukhov      | 6 - 0 | Alexander Oreshkin | [ 53 ] |
| 5   | 28.03.15 | EADC Pro Tour 5 | Alexej Pilipenko   | 6 - 5 | Anton Kolesov      |        |
| 6   | 29.03.15 | EADC Pro Tour 6 | Boris Koltsov      | 6 - 2 | Anton Kolesov      | [ 54 ] |